# Washington State University Press
A Washington State University Press a Washingtoni Állami Egyetem sajtótermékeinek (köztük a The Daily Evergreen) nyomtatását végzi. A szervezet igazgatója Edward Sala, főszerkesztője pedig Linda Bathgate.